# Palais des Machines

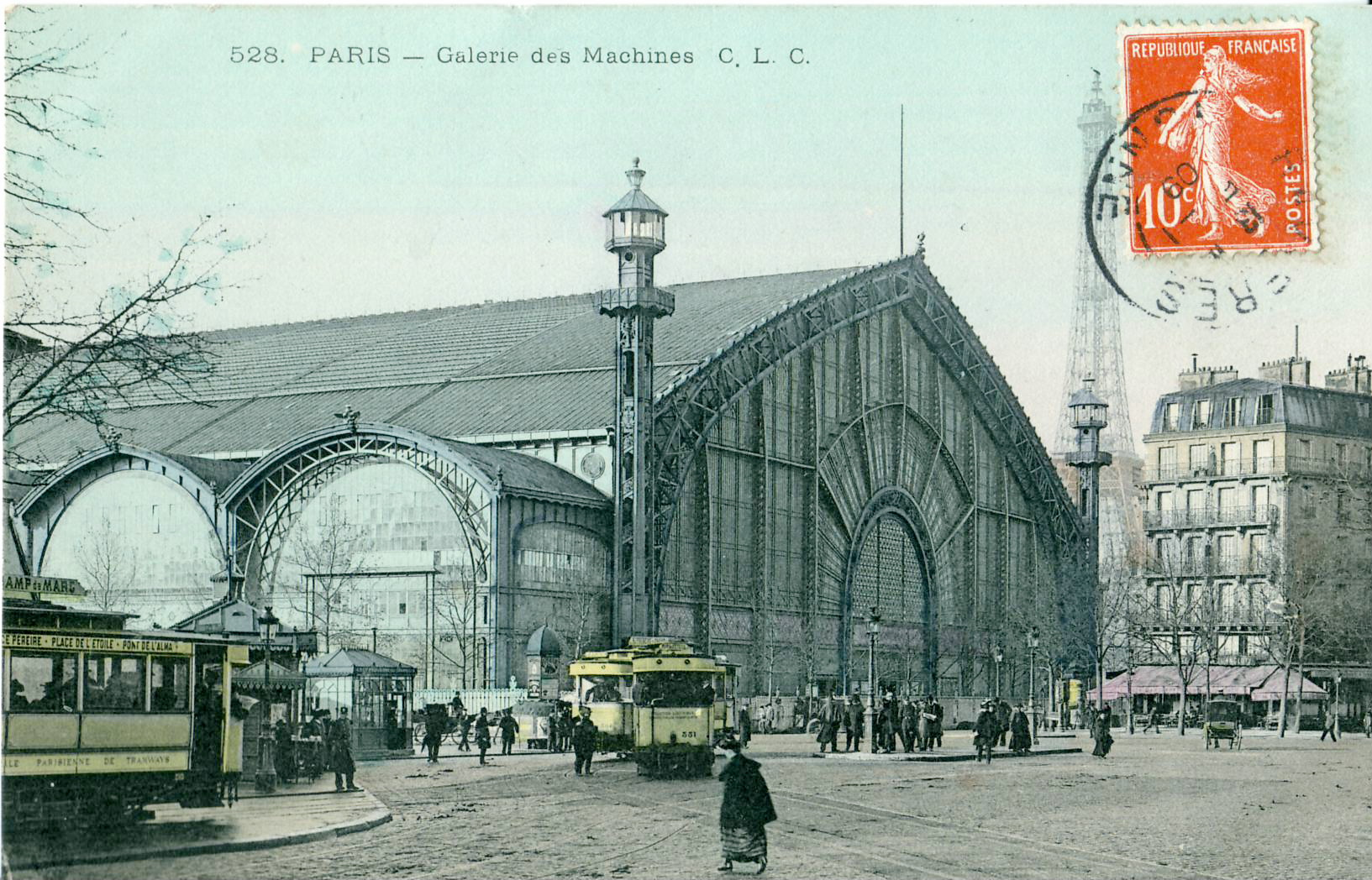
Palais des Machines (exterieur)

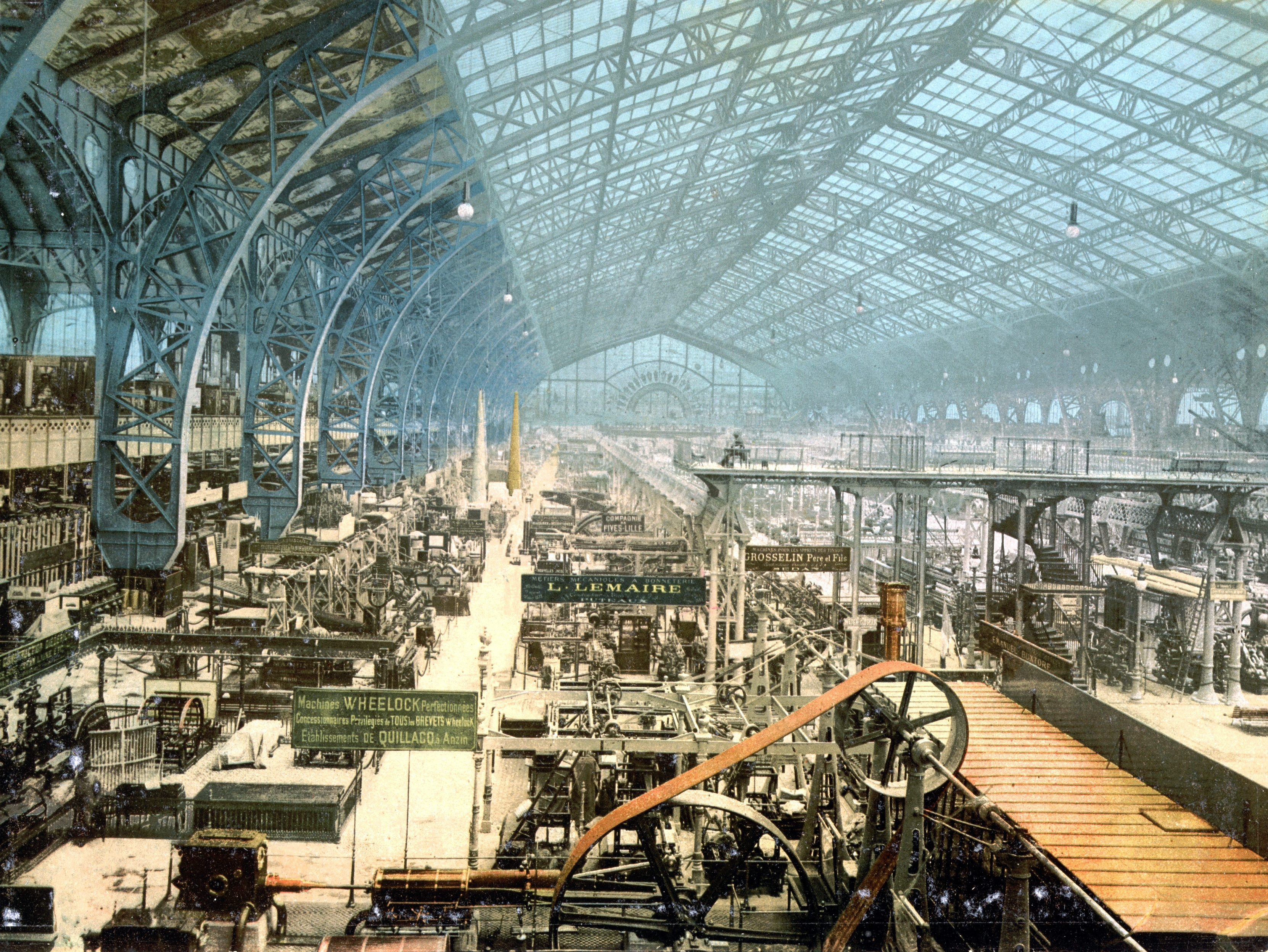
Palais des Machines (interieur)

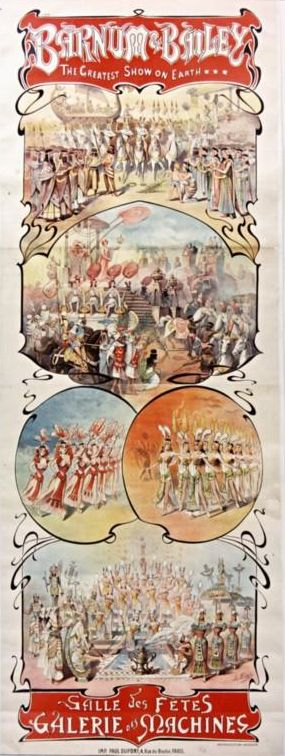
Affiche

Op de internationale expositie van 1889 was het Palais des Machines, naast de Eiffeltoren, het meest in het oog springende gebouw. Door zijn gigantische spanwijdte van 110,6 meter was het volgens tijdgenoten een overweldigende ervaring om in de grote hal rond te dwalen. De spanwijdte was 52% groter dan zijn grootste voorganger, St Pancras Station in Londen, en werd niet zonder slag of stoot gebouwd.

## Ontstaan idee
Na een wedstrijd uitgeschreven in 1884 werd het ontwerpen van het machinepaviljoen aan Ferdinand Dutert toegekend. Zijn eerste ideeën waren nog erg behoudend en volgden de ontwerpen van voorgaande tentoonstellingsgebouwen van ijzer en glas. Het bestond uit vijf naast elkaar gelegen galerieën die simpel van ontwerp waren. Het idee van de 110 meter spanwijdte kwam van Dutert zelf en heeft volgens Stuart Durant te maken met het feit dat een grotere spanwijdte de kosten voor het klaarmaken van de grond drukte. Dit argument staat echter niet heel sterk als men bedenkt dat op dezelfde tentoonstelling het toonbeeld van nutteloos vertoon van technisch kunnen werd gebouwd, de 300 meter hoge toren van Gustave Eiffel. Het ontwerp met de grote spanwijdte heeft waarschijnlijk een esthetische waarde die Dutert in zijn gebouw wilde brengen. Blavette noemt het feit dat het gebouw de potentie van de machines die werden tentoongesteld moest weerspiegelen.
Het voorstel voor een gebouw met een spanwijdte van 110 meter werd door wiskundigen van die tijd niet goed ontvangen, vooral degenen die zich bezighielden met de krachten die materialen konden doorstaan, waren ervan overtuigd dat het onmogelijk was deze constructie overeind te houden. Dutert hield echter vol dat het mogelijk was om de spanwijdte van voorgaande ijzerhallen te overtreffen. Dankzij Eduard Lockroy, die ook verantwoordelijk was voor het aannemen van het plan voor een 300 meter hoge toren, kon Dutert bewijzen dat het onmogelijke mogelijk is.
De spanwijdte van 110,6 meter is de tot dan toe grootste overbrugging van een staalconstructie in de wereld.

## De bouw
Het Palais des Machines was, net als de Eiffeltoren, afhankelijk van een techniek die vooral werd gebruikt voor bruggen en treinstations. Deze afhankelijkheid zorgde al in 1889 voor de discussie wie de grootste verantwoordelijkheid had voor de uiteindelijke voltooiing van het bouwwerk. Er werd zelfs voorgesteld om niet Dutert, maar de ingenieur, Contamin, het hoogste salaris te geven.
Deze discussie rond het probleem wie het meest heeft bijgedragen aan het ontwerp bleef lange tijd bestaan tot er uiteindelijk werd vastgesteld dat Dutert voor het overgrote deel verantwoordelijk was voor het ontwerp en dat Contamin vooral het rekenwerk aan de staalconstructie heeft uitgevoerd.
Het gebouw, dat in afmetingen een van de grootste overspanningen van zijn tijd zou krijgen, werd gebouwd op het uiteinde van de Champ-de-Mars. Dit terrein was in het verleden volledig afgegraven tot de stevige ondergrond van grind uit de Seine, om dit te verkopen. Door deze afgraving en voorgaande bouwactiviteiten waren er goede fundamenten nodig om het gebouw te dragen.
Het Palais des Machines was met zijn afmetingen de grootste glas-ijzerconstructie tot dan toe. Het gebouw mat 110,6 bij 432 meter en besloeg een oppervlakte van 48 000 vierkante meter. De zijkapellen waren 17,5 meter diep. Van deze kapellen bevonden zich er 19 aan beide lange zijden van het gebouw. Het gebouw was opgedeeld in 19 traveeën. Al deze traveeën waren 24,6 meter lang, behalve het centrale travee, die was 26,4 meter, en traveenummers 5 en 14 die 21,5 meter waren. Hoewel op de foto’s van het gebouw een logische uniformiteit lijkt te bestaan is dat toch niet helemaal het geval, zoals de bovenstaande cijfers laten zien.
De bouw van het “schip” werd aan twee aannemingsbedrijven uitbesteed die beiden aan een uiteinde begonnen. Aan de kant van de avenue de la Bourdonnais werkten de Fives-Lille-bouwvakkers en aan de kant van de avenue de Suffren werkte Cail et Cie.

## De ingangspartij
De Grand Vestibule. Deze overkoepelde ruimte was volledig ontworpen door Dutert zelf. Deze entreehal was volgens de plattegrond 36,8 bij 30 meter en rees 22 meter de hoogte in. De bekroning vormde een koepel met glas in ijzer met een diameter van 25,7 meter.
Het interieur van deze entreehal was uitbundig versierd met motieven die de Beaux Arts niet vreemd waren. Florale motieven hadden de overhand en werden, zij het in mindere mate, voortgezet in de plafonds van de grote hal zelf. Daarnaast waren er verschillende gipsen figuren aangebracht in de entreehal en op de plafonds van de grote hal met als hoogtepunt een bronzen fontein in het centrum. De glas-in-ijzer ramen waren in de entreehal grotendeels versierd met florale motieven, aan de zijde van de grote hal was er echter de dierenriem in te zien. Deze gekleurde, glazen vensters waren ’s avonds van binnenuit elektrisch verlicht, wat een indrukwekkend effect moet hebben gegeven.
Een ander deel van de decoratie betrof de grote gordijnwand van glas en staal. Deze ingang aan de zijde van de avenue de la Bourdonnais was getooid met motieven in gekleurd glas en boven de deuren een boog met wapens van verschillende steden en landen die deelnamen aan de tentoonstelling. Aan weerszijden van de ingang stonden grote gipsen beelden van Louis Ernest-Barries, die elektriciteit en stoom symboliseerden, de voortschrijdende techniek.

## De sloop
In 1906 stemde de gemeenteraad voor de sloop van het gebouw, terwijl de Senaat en de minister van Architectuur voorstander waren van het behoud ervan. In 1909 kondigde de stad de afbraak van de Galerie des machines aan om het perspectief van de Champ de Mars te openen. Desgrange besloot er een nieuwe wielertempel naast te bouwen, op de hoek van de Boulevard de Grenelle en de rue Nélaton, de nieuwe Vel d'Hiv.   De Galerie werd in 1910 afgebroken. De verdwijning van de Galerie des machines ontzette de Architectuurwereld, want de jaarlijkse tentoonstelling was de grootste jaarmarkt voor landbouwproducenten en leveranciers, waar alle belangrijke zaken werden gedaan.
Het Musée d'Orsay in Parijs toont een model van de Galerie des Machines op een schaal van 1/200.